# (3072) Vilnius
(3072) Vilnius est un astéroïde de la ceinture principale.

## Description
(3072) Vilnius est un astéroïde de la ceinture principale. Il fut découvert le 5 septembre 1978 à Naoutchnyï par Nikolaï Tchernykh. Il présente une orbite caractérisée par un demi-grand axe de 2,24 UA, une excentricité de 0,18 et une inclinaison de 5,6° par rapport à l'écliptique.

## Compléments